# Scomberomorus maculatus

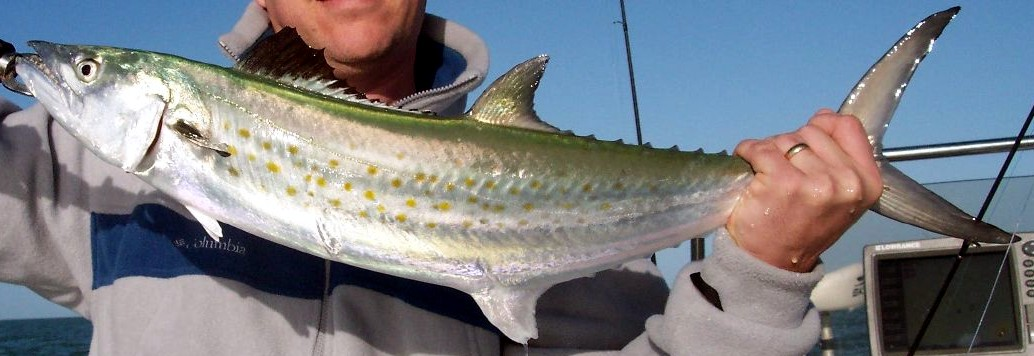

Il maccarello reale (Scomberomorus maculatus Mitchill, 1815), noto anche come maccarello reale maculato (Regolamento (CE) N. 216/2009) e  (Decisione di Esecuzione (UE) 2016/1251), è un pesce osseo marino della famiglia Scombridae.

## Descrizione
S. maculatus ha corpo fusiforme allungato e compresso ai lati, con muso appuntito e bocca ampia fin oltre l'occhio, con forti denti triangolari. Le pinne dorsali sono due, la prima bassa e abbastanza lunga, di altezza decrescente e la seconda triangolare o lunata, a base breve e più alta. La pinna anale è simmetrica e uguale alla seconda dorsale. Sul peduncolo caudale vi sono delle pinnule (da 7 a 10) sia sul lato dorsale che su quello ventrale. La pinna caudale è lunata. La linea laterale si piega dolcemente verso il basso prima del peduncolo caudale. Le scaglie sono piccole e sono presenti sull'intero corpo. La colorazione è argentea con 3 file di macchie oblunghe giallastre o brunastre (color arancio nel pesce vivo). La prima pinna dorsale ha la parte anteriore nera. La taglia massima è di 91 cm, il peso massimo noto è di 5,9 kg, normalmente non supera i 120 cm.

## Distribuzione e habitat
S. maculatus è endemico dell'Oceano Atlantico occidentale lungo le coste americane a nord fino al Canada meridionale e a sud fino allo Yucatán (Messico). È inoltre comune nel golfo del Messico. Nella parte settentrionale del suo areale la presenza è limitata ai mesi estivi, in inverno si ritrova principalmente al largo della Florida. Ha abitudini pelagiche costiere e può penetrare negli estuari. Vive tra 10 e 25 metri di profondità.

## Biologia
Vive fino a 5 anni. Effettua lunghe migrazioni stagionali senza allontanarsi dalla costa. Gregario, forma banchi.

### Alimentazione
Predatore, si nutre di pesci (Clupeidae e Engraulidae soprattutto) e secondariamente di crostacei Penaeoidea e di molluschi cefalopodi.

### Riproduzione
Si riproduce nella stagione calda in acque profonde fino a 50 metri. Le larve si incontrano in acque superficiali.

## Pesca
Si tratta di una specie di grande importanza sia per la pesca commerciale che per la pesca sportiva. Viene catturato con reti da posta, con sciabiche e con amo e lenza (anche dalla pesca professionale, oltre che da quella sportiva). I pescatori dilettanti insidiano la specie prevalentemente con le tecniche dello spinning, della traina e del surf casting. Le carni sono buone e sono consumate fresche o affumicate, quando congelate si deteriorano dopo pochi mesi. Gli stati che catturano le maggiori quantità sono nell'ordine Messico e Stati Uniti. Può causare il ciguatera.

## Conservazione
La IUCN considera questa specie a rischio minimo di estinzione. S. maculatus, sebbene intensamente pescato, non è soggetto a sovrapesca e gli stock sono numericamente stabili in tutto l'areale e non mostrano segni di declino.